# Искушение Христа

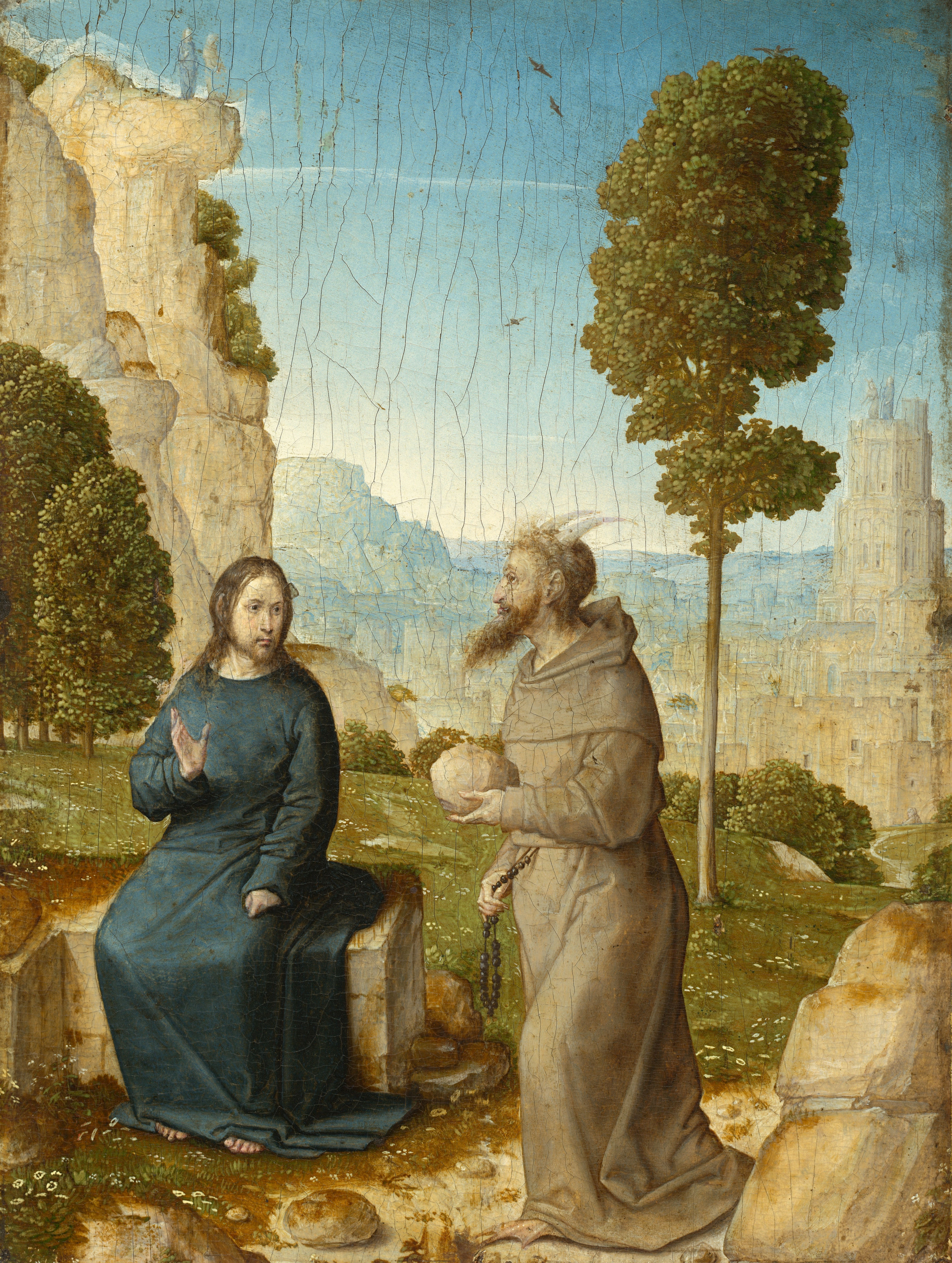
«Искушение Христа»
(Хуан де Фландес, XVI век)

Искуше́ние Христа́ (лат. Vade retro, Satana — «отойди от меня, Сатана») — описанное в Новом Завете искушение Дьяволом (Сатаной) Иисуса Христа во время его сорокадневного поста в пустыне, куда он удалился после своего крещения. В христианстве искушение Христа трактуется как одно из доказательств двух природ в Иисусе, а уязвление им Дьявола — как образец должной борьбы с силами зла и результат благодатных плодов крещения.

## Евангельский рассказ

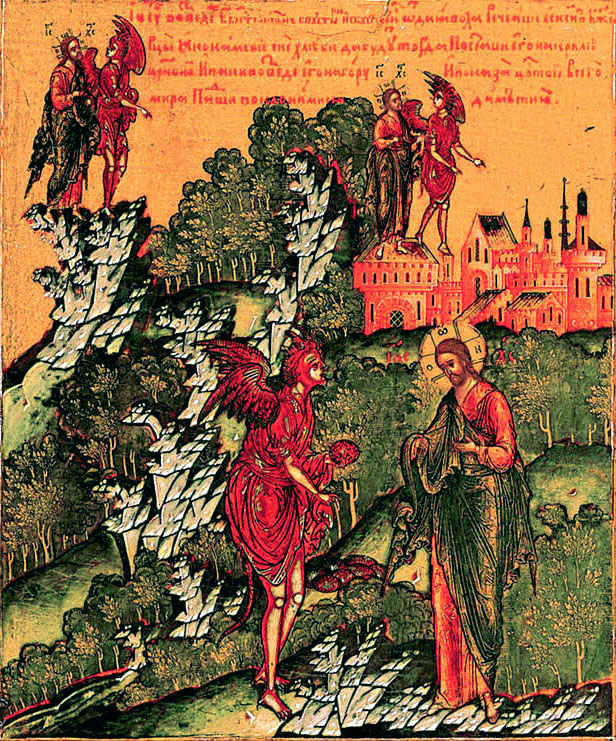
«Искушение Христа»
(клеймо иконы Спас Вседержитель, 1682 год)

Рассказ о сорокадневном посте Иисуса Христа и о последующем его искушении Дьяволом имеется у всех евангелистов, кроме Иоанна. При этом Матфей и Лука подробно рассказывают об этом, совпадая во всех деталях, а апостол Марк лишь кратко об этом упоминает, не приводя подробностей: «был Он там в пустыне сорок дней, искушаемый сатаною, и был со зверями; и Ангелы служили Ему» (Мк. 1:13).
Согласно евангельскому рассказу, после своего крещения (Марк в своём Евангелии ставит акцент, что это произошло немедленно после крещения) Иисус Христос, ведомый Духом, удалился в пустыню, чтобы в уединении, молитве и посте подготовиться к исполнению миссии, с которой он пришёл на землю. Иисус сорок дней «был искушаем от диавола и ничего не ел в эти дни, а по прошествии их напоследок взалкал» (Лк. 4:2). Тогда приступил к нему дьявол и тремя обольщениями попытался соблазнить его на грех, как всякого человека.
| Искушение | Слова Сатаны | Ответы Христа                                                                                       |
| --------- | --- | --------------------------------------------------------------------------------------------------- |
| Голодом   | «если Ты Сын Божий, скажи, чтобы камни сии сделались хлебами» (Мф. 4:3)                                                                                          | «написано: не хлебом одним будет жить человек, но всяким словом, исходящим из уст Божиих» (Мф. 4:4) |
| Гордыней  | «если Ты Сын Божий, бросься вниз, ибо написано: Ангелам Своим заповедает о Тебе, и на руках понесут Тебя, да не преткнёшься о камень ногою Твоею» (Мф. 4:6)      | «написано также: не искушай Господа Бога твоего» (Мф. 4:7)                                          |
| Верой     | «Тебе дам власть над всеми сими царствами и славу их, ибо она предана мне, и я, кому хочу, даю её; итак, если Ты поклонишься мне, то всё будет Твоё» (Лк. 4:6-7) | «отойди от Меня, сатана; написано: Господу Богу твоему поклоняйся, и Ему одному служи» (Лк. 4:8)    |

После третьего искушения, по словам евангелиста Матфея, «оставляет Его диавол, и сё, Ангелы приступили и служили Ему» (Мф. 4:11).
В Острожской Библии (Матфей, 4:10) Христос говорит «Иди за мной, сатана…».
В прочих книгах Нового Завета об искушении упоминает апостол Павел в своём Послании к Евреям: «Ибо, как Сам Он претерпел, быв искушён, то может и искушаемым помочь» (Евр. 2:18). Из того же послания апостола: «мы имеем не такого первосвященника, который не может сострадать нам в немощах наших, но Который, подобно [нам], искушён во всём, кроме греха» (Евр. 4:15).
В отличие от других евангельских историй, получивших своё отражение в апокрифической литературе, которая добавила к ним много подробностей, история искушения Христа в апокрифах не раскрывается. О нём лишь кратко упомянуто в Евангелии от Никодима в диалоге Дьявола и ада перед сошествием туда Христа: «…что размышляешь и боишься принять Иисуса? Противник Он мой и твой. Я подверг Его искушению и старейшин еврейских заставил клеветать и гневаться на Него».

## Богословский комментарий

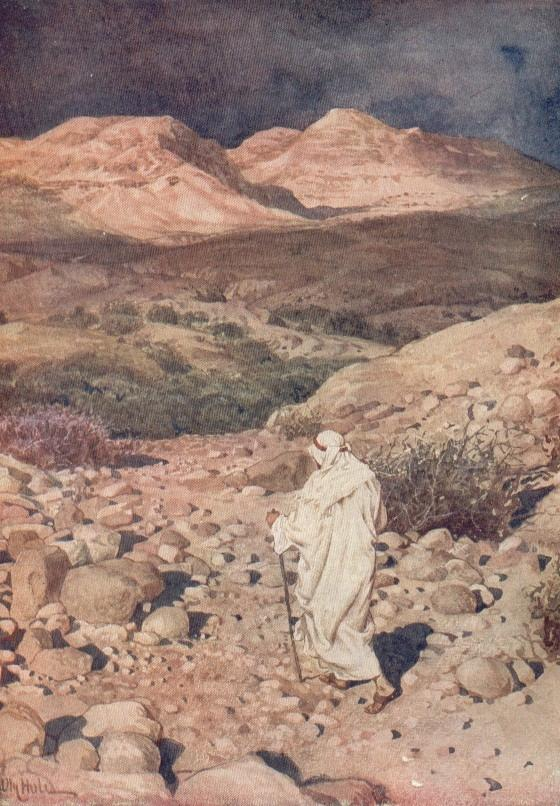
«Христос, ведомый Духом в пустыню»
(Уильям Хол, 1908 год)

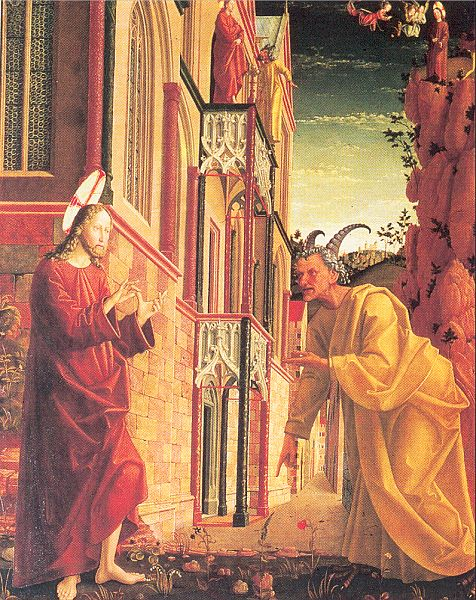
«Искушение Христа»
(Михаэль Пахер, Алтарь святого Вольфганга, 1471—1481 годы)

Анализируя тексты Евангелий, богословы считают, что Христос «возведён был Духом в пустыню, для искушения от диавола» непосредственно сразу после своего крещения. Преподобный Ефрем Сирин рассуждает о причинах того, почему Иисус был введён в пустыню именно Святым Духом:

…для того, чтобы никто из неверующих не имел предлога говорить, что Дух позднее и ниже Сына. Если бы возвёл Его только на борьбу и битву, а не к чести также и покою, то, быть может, правильное бы сомнение овладевало теми спорщиками, которые пытались это исследовать. Но если Дух ниже Сына, то почему Духу дана власть возводить Его в пустыню? Он открыл Себя как обладающий такой властью, когда возводил Его в пустыню.

Иоанн Златоуст в «Беседах на Евангелие от Матфея» пишет о причинах, почему искушение Христа произошло сразу после крещения. По мнению святителя, это было сделано для того, «чтобы никто из крестившихся, если бы ему случилось после крещения претерпевать ещё большие прежних искушения, не смущался ими, как чем-то неожиданным, но мужественно переносил бы всякое искушение как дело обыкновенное».
Толкователи выделяют ряд параллелей между странствованием евреев по пустыне и событиями искушения Христа:
- переход евреев через Иордан (Нав. 3:1-17) и крещение Иисуса Христа в Иордане;
- голод евреев в пустыне и голод Иисуса Христа;
- различные испытания евреев в пустыне с целью их нравственного очищения и искушение Христа Дьяволом;
- утоление голода евреев манной небесной и искушение превратить камни в хлеба для утоления голода Христа.

Также искушения Христа в пустыне имеют параллели с ветхозаветной историей Иова, подвергнутого Сатаной испытаниям по дозволению Бога. Иов перенёс три испытания, и в последнем, как и Христу, ему предлагалось поклониться диаволу через признание справедливости происходящих бед, созданных руками Сатаны.
Феофилакт Болгарский, толкуя Евангелие от Луки, делает следующее замечание относительно срока поста Иисуса, после которого к нему приступил с искушениями Дьявол: «Постится сорок дней и не превышает меры поста Моисеева и Илиина, чтобы тем не подать Сатане мысль, что Он больше их, но чтобы он приступил к Нему, думая, что и Он — человек, а вместе и для того, чтобы не показаться воплотившимся только призрачно».
Во время каждого из искушений Иисус не совершает никаких действий, а лишь ведёт диалог с Дьяволом. Поэтому богословы отмечают, что именно «слово уст Его осудило сатану» и Христос «попрал похоти искусителя и бросил в бездну, дабы попрали их те народы, которые когда-либо были попираемы ими».
По словам Луки, после искушения в пустыне Дьявол оставляет Иисуса Христа «до времени» (Лк. 4:13), так как потом он вновь начинает искушать его через народ иудейский и даже через его учеников апостолов, строя всевозможные козни. Евангелист Марк сообщает, что в пустыне Иисус «был со зверями» (Мк. 1:13) — это указание на то, что Христос (новый Адам) был в окружении зверей, не смевших причинить ему вреда, также как и ветхий Адам в раю. Катехизис Католической церкви отмечает, что «Иисус есть новый Адам, остающийся верным там, где первый Адам поддался искушению».

### Значение искушения

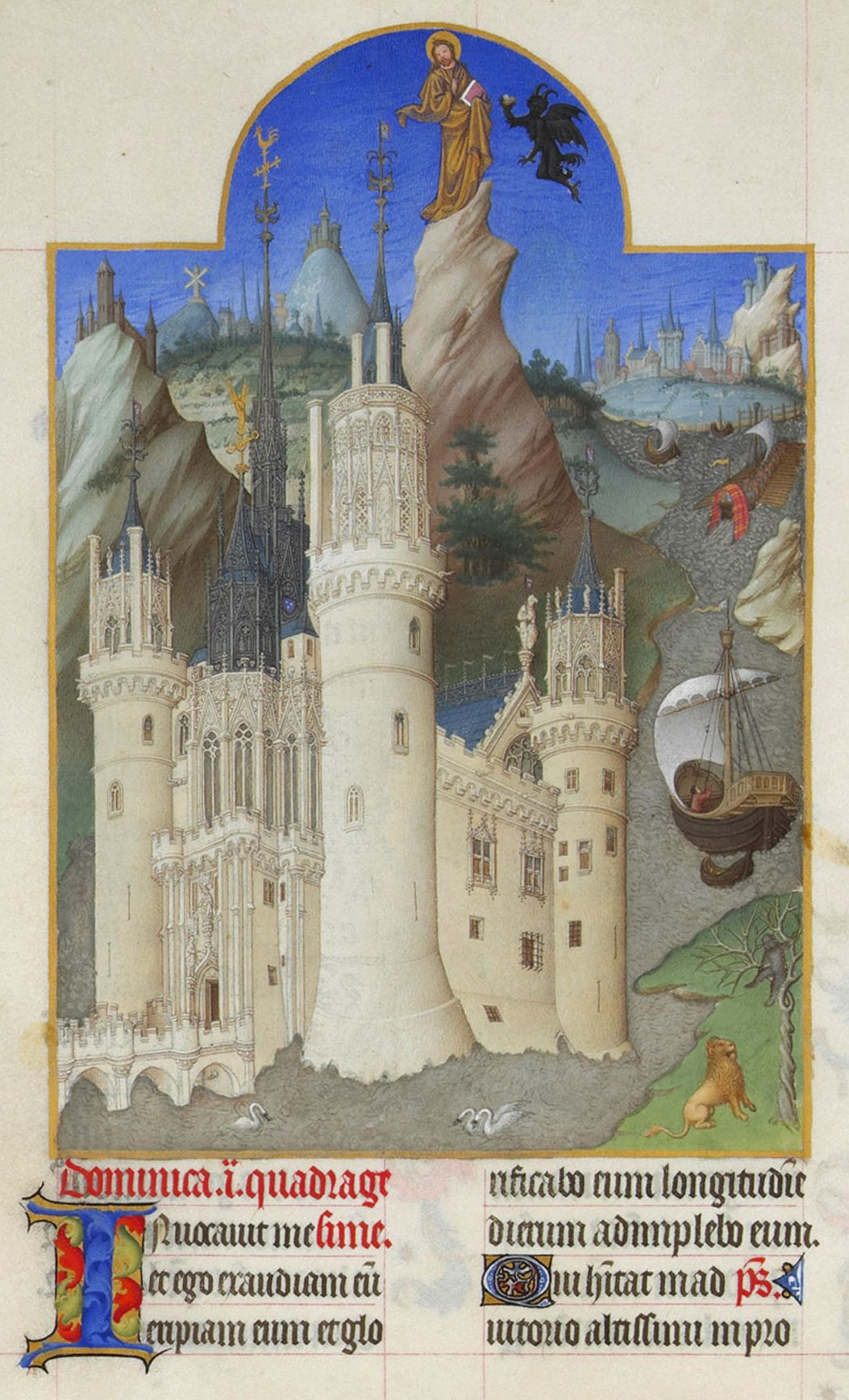
Миниатюра из «Великолепного часослова герцога Беррийского», 1410-е годы

В христианском вероучении считается, что искушение было направлено против человеческой природы Иисуса, воздействуя на которую Дьявол надеялся совратить Христа на ложный путь. В отношении божественной природы Христа это искушение было борьбой Дьявола с Сыном Божьим, воплотившимся ради спасения человечества, за сохранение своей власти над людьми.
Искушение голодом
Дьявол надеялся, что Христос, терзаемый голодом, соблазнившись и сотворив однажды чудо для себя, поступит также и в будущем: оградит себя легионами ангелов от толпы врагов, сойдёт с креста и призовёт Илию на помощь (Мф. 26:53, 27:40—49). Этот замысел Дьявола был направлен на то, чтобы не осуществилось дело спасения человечества крестными страданиями Христа. На лукавый совет Иисус ответил словами Моисея, сказанными относительно манны, которой Бог питал евреев в пустыне: «Не одним хлебом жив будет человек, но всяким словом, исходящим из уст Господа» (Втор. 8:3). Феофилакт Болгарский отмечает, почему Дьявол предложил Иисусу обратить в хлеб не один камень, а несколько: «диавол не сказал: да камень сей будет хлебом, но камни сии, желая вовлечь Христа в излишество, тогда как для голодного совершенно довольно и одного хлеба» (при этом у Луки, в отличие от Матфея, речь идёт об одном камне).
Искушение гордыней
При втором искушении Дьявол предложил поразить чудом воображение людей, ожидавших прихода Мессии. Христос мог этим легко увлечь их за собой, но это было бы бесплодно для их нравственной жизни. Также, Иисус показал, что не следует без необходимости подвергать себя опасности, испытывая чудодейственную силу Бога. Дьявол, как и при первом искушении, начинает свою речь со слов «если Ты Сын Божий», чем, по мнению толкователей, пытается возбудить у Христа тщеславие. В данном искушении Дьявол цитирует Иисусу строки 90-го псалма, который показывает верующим выгоды полной надежды на Бога.
Искушение верой
Последний раз искушая Иисуса, Дьявол, показывая ему все царства мира, над которыми он имеет власть, и предлагая их ему, надеялся смутить его человеческий дух и посеять сомнения в возможности осуществления Христом дела спасения человечества. Своим отказом Иисус показывает, что он не признаёт власти Сатаны над миром, который принадлежит Богу, которому и подобает поклонение. В отношении вопроса о том, как Христу были показаны все земные царства, Феофилакт Болгарский пишет: «я думаю, что не в мысли, а чувственно показал Ему их, подставив пред очи в призраке, а не в воображении Господа».

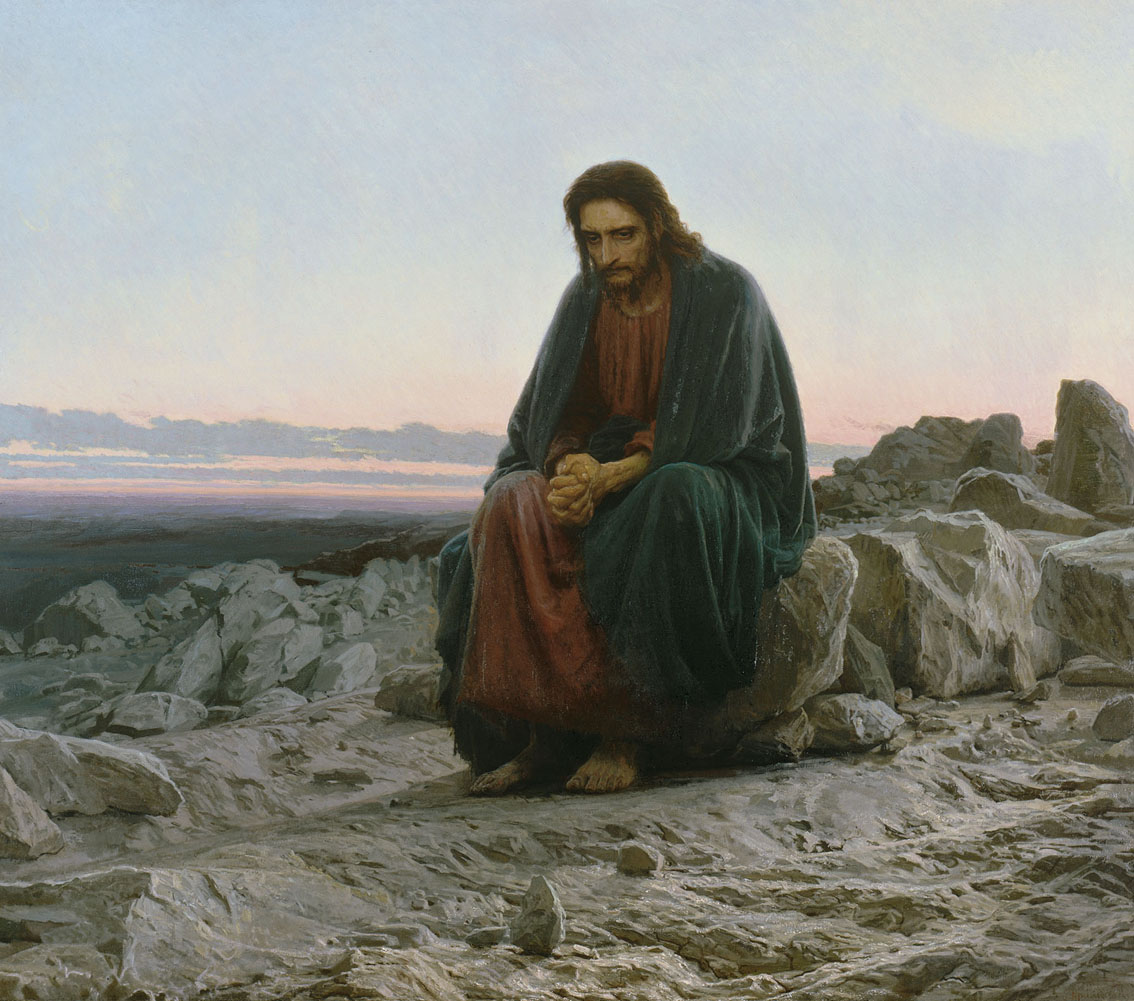
«Христос в пустыне»
(Крамской И. Н., 1872 год)

Прохождение Христа через искушения Дьявола именно после его крещения является указанием на те благодатные плоды, которые крещение может дать. Ефрем Сирин отмечает, что как крещение состояло из трёх погружений, так и искушений было тоже три. Всё пребывание Христа в пустыне, его пост, молитва и завершившее их искушение являются, по словам Иоанна Златоуста, примером того, как надо вести борьбу с силами зла:

Пропостившись же сорок дней и ночей, последи взалка, давая, таким образом, случай диаволу приступить к Нему, чтобы Своею борьбою с ним показать, как должно преодолевать и побеждать. Так поступают и борцы, желая научить своих учеников одолевать и побеждать борющихся с ними; они нарочно в палестрах (школах гимнастики) схватываются с другими, чтобы ученики замечали телодвижения борющихся и учились искусству победы. То же сделано было и там. Восхотев привлечь диавола на борьбу, Христос обнаружил пред ним Своё алкание, и когда тот приблизился, Он взял его, и затем раз, другой раз, и третий низложил его со свойственною Ему лёгкостью.

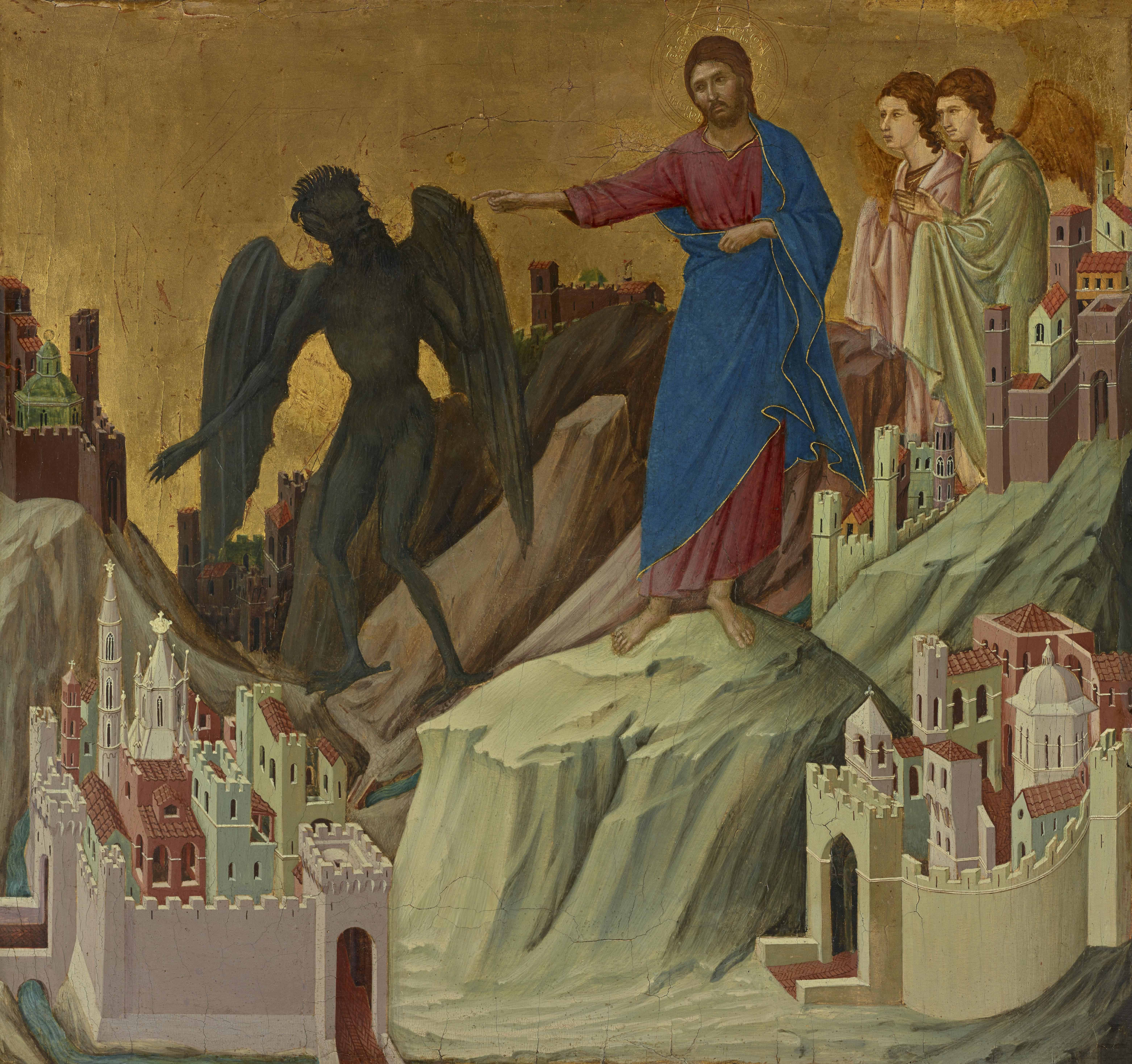
«Искушение Христа на горе»
(фрагмент «Маэсты» Дуччо, 1308—1311 годы)

### Другие толкования
В трактате «Соединение и перевод четырёх Евангелий» Лев Толстой даёт собственное толкование искушения Христа. Согласно Толстому, евангельский рассказ аналогичен диалогу двух людей: духовного (Иисуса) и материального (Дьявола). Иисус пытается объяснить, что его видение мира сочетает материальную сторону с духовным измерением, причём последнее существенно отражается на системе ценностей. Однако Дьявол его не понимает. Вначале Дьявол предлагает Иисусу утолить голод и в ответ слышит, что для Иисуса потребности желудка не приоритетны. Тогда Дьявол предлагает Иисусу убить себя, чтобы вовсе избавиться от тела; на это Иисус даёт понять, что будет ждать своего часа. Дьявол считает, что поймал Иисуса на противоречии и обращает внимание на обычных людей, поведение которых более логично и результативно: они уделяют внимание потребностям своей плоти и успешно их удовлетворяют. На это Иисус отвечает, что материальные цели для него не имеют ценности.

## Церковное почитание
В память о сорокадневном посте Иисуса в пустыне в христианстве установлен ежегодный Великий пост, первая часть которого — четыредесятница, совершающаяся в подражание посту Христа.
В Католической церкви в первое воскресение Великого поста установлено воспоминание искушения Христа в пустыне. В этот день на Литургии Слова в каждом из трёх годовых циклов читается евангельский рассказ об искушении Христа, а причастным песнопением выступают слова, сказанные Иисусом в ответ на первое искушение — «Не хлебом одним будет жить человек, но всяким словом, исходящим из уст Божиих».

### Чтимые церковью места
Церковное предание считает местом, где Иисус сорок дней провёл в посте и был искушаем Дьяволом, гору недалеко от Иерихона. Гора имеет высоту 380 метров и именуется христианами горой Искушения или Сорокадневной горой и в её скалах устроен монастырь Искушения, где единственным насельником в настоящее время является греческий монах. Монастырь основан в IV веке, его внутренние помещения вырублены в скале, а в пещере, где по преданию жил Христос во время своего пребывания в пустыне, устроена часовня.
Гора является традиционным местом христианского паломничества:

…мы сели на коней и пошли в лагерь, раскинутый в оазисе Иерихона у Айн-Султане. За ним высилась цепь Кварантана, с горою сорокадневного поста, на которой Спаситель готовился к своему земному служению постом и молитвою. На её восточном склоне, обращённом в долину Иордана, видны пещеры. В этих пещерах, до сего времени, копты пред принятием священства обязательно должны провести в посте и молитве сорок дней.
— Путешествие по Востоку и Святой Земле в свите великого князя Николая Николаевича в 1872 году

## В изобразительном искусстве

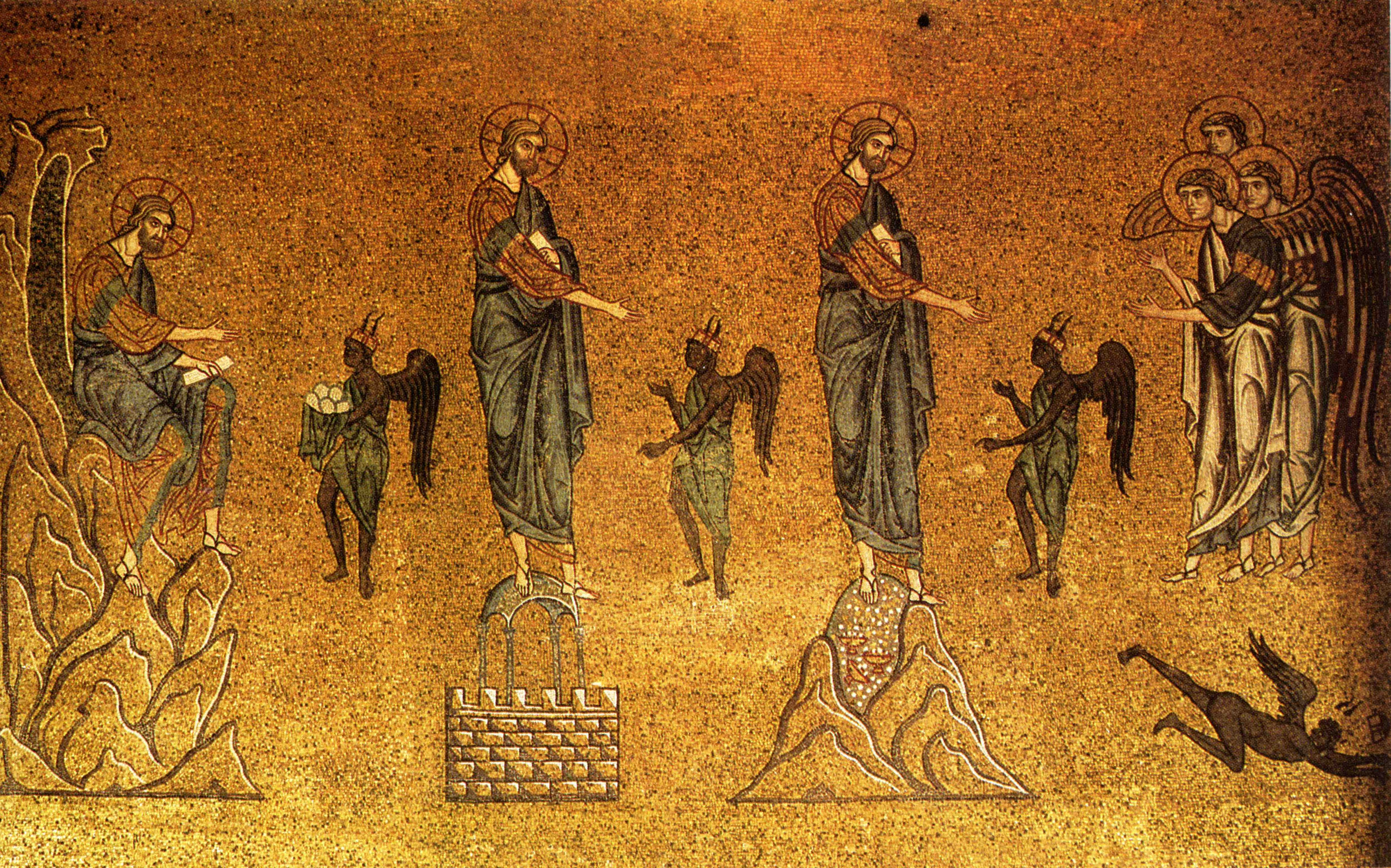
«Искушение Христа»
(мозаика собора Святого Марка)

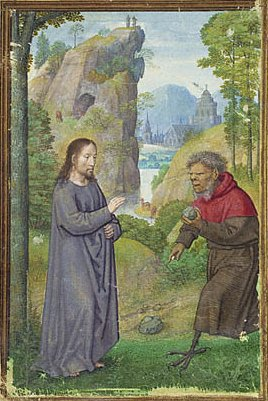
«Искушение Христа голодом»
(Симон Бенин, XVI век)

Сюжет искушения Христа не получил в изобразительном искусстве широкого распространения. Оно присутствует чаще всего в живописных изображениях всего цикла событий жизни Христа (например, в соборе Святого Марка и Сикстинской капелле). Изображаться могут как все три искушения (часто на первом плане крупно представлено первое искушение, а два вторых помещены на задний план), так и просто Христос, стоящий рядом с Дьяволом на вершине горы. Православная живопись иногда помещает сцены искушения Христа на иконах Крещения Господня. То же можно встретить в западноевропейской живописи, например, на картине Веронезе «Крещение и искушение Христа», где на одном полотне изображены две сцены.
Искушение Христа изображают в трёх композициях (по числу искушений):
1. «Иисус в пустыне»: Искушение голодом — ландшафт пустыни, Христос, у ног которого лежат камни либо их держит в руках Дьявол. Это наиболее часто изображаемая из сцен искушений;
2. «Иисус на крыле храма»: Искушение гордыней — Христос и Дьявол стоят на крыше Иерусалимского храма (изображается как всё здание, так и только кровля), у храма могут стоять люди;
3. «Искушение Христа на горе»: Искушение верой — на вершине горы стоит Христос и Дьявол, вокруг горы видны города (образ царств, которые предлагает Христу Дьявол), рядом со Христом могут быть изображены ангелы, пришедшие к нему, тогда Дьявол изображается отдаляющимся от Христа или низвергающимся с горы вниз головой (в иконописи бегство Сатаны может выступать отдельной сценой, тогда Иисус изображается в окружении ангелов, из которых одни стоят на коленах, а другие держат над ним рипиды[19]).

В романском, готическом искусстве, а также в период Раннего Возрождения Дьявола обычно изображали в образе духа тьмы — демоном с рогами, чешуйчатым телом, крыльями и когтями на руках и ногах (например, у Дуччо). В Италии в период Высокого Возрождения Дьявол принимает образ миловидного юноши — «падшего Ангела» (например, у Тициана). Для акцентирования коварства и хитрости Дьявола он нередко изображался в образе старца в монашеской рясе, из под которой видны копыта или когти (например, у Мастера замка Лихтенштейн).

## В культуре
Страшный и умный дух, дух самоуничтожения и небытия, — продолжает старик, — великий дух говорил с тобой в пустыне, и нам передано в книгах, что он будто бы «искушал» тебя. Так ли это? И можно ли было сказать хоть что-нибудь истиннее того, что он возвестил тебе в трёх вопросах, и что ты отверг, и что в книгах названо «искушениями»? А между тем, если было когда-нибудь на земле совершено настоящее, громовое чудо, то это в тот день, в день этих трёх искушений. Именно в появлении этих трёх вопросов и заключалось чудо.
Кинематограф
- «Последнее искушение Христа» — против демонстрации этого фильма выступили Католическая церковь и РПЦ[20].
- «Иисус из Монреаля» — герой, играющий Иисуса, на вершине небоскрёба получает от юристов предложение о выгодных контрактах при условии, что он станет служить им.
- «Дни Искушения» (2015 год) — драма колумбийского режиссёра Родриго Гарсиа.

Литература
- Джон Мильтон. «Возвращённый рай» (1671), рассказывается история искушения Иисуса Христа духом зла.
- Мей Л. А., стихотворение «Отойди от меня, сатана!» (1851).
- Достоевский Ф. М. «Братья Карамазовы» (1874—1875), в притче о Великом инквизиторе приводятся рассуждения о значимости искушения Христа.
- Фет А. А., стихотворение «Искушение в пустыне» (1876): «Признай лишь явное, пади к моим ногам, // Сдержи на мне порыв духовный, — // И всю эту красу, всю власть Тебе отдам // И покорись в борьбе неравной».
- Печёнкин А. И. «Искушение Христа в пустыне» (1999), литературный апокриф.
- Достоевский Ф. М. «Бесы» (1871—1872), в первой главе второй части в диалоге между Шатовым и Ставрогиным упоминается искушение Христа в попытке обосновать, что «римский католицизм уже не есть христианство».